# نوک‌آباد (پلان)
نوک‌آباد، روستایی در دهستان پلان بخش پلان شهرستان چابهار استان سیستان و بلوچستان ایران است.

## جمعیت
بر پایه سرشماری عمومی نفوس و مسکن در سال ۱۳۹۵، جمعیت این روستا برابر با ۱۹۹ نفر (۴۶ خانوار) بوده‌است.